# Grallaria carrikeri
La pitta formichiera beccochiaro (Grallaria carrikeri Schulenberg & Williams, M.D., 1982) è un uccello passeriforme appartenente alla famiglia dei Grallaridi.

## Descrizione
La pitta formichiera beccochiaro è una pitta formichiera che raggiunge mediamente una lunghezza di 19 cm. Ha la testa di colore nero, con occhi di colore rosso e becco chiaro, da cui il nome volgare. Il dorso è marrone; ventre e fianchi sono di colore grigio, uniforme. Le zampe sono grigio-blu.

## Distribuzione e habitat
La specie è endemica delle foreste andine di Chusquea nel Perù settentrionale. Vive ad altitudini comprese tra 2 350 e 2900 m.